# 王红艳
王红艳，中国教育部长江学者特聘教授，复旦大学教授、博士生导师，现任复旦大学代谢与整合生物学研究院常务副院长，主要从事先天性心脏病与神经管畸形致病机制研究。

## 奖项
- 以第一完成人获中国教育部自然科学一等奖
- 获中国全国妇幼健康自然科学一等奖